# Wilhelm Eichhorn (Fotograf)
Wilhelm Eichhorn (* 17. Oktober 1886 in Rauenstein; † 8. Februar 1950 in Jena) war ein deutscher Amateur-Fotograf, der in seinen Fotografien hauptsächlich das Alltagsleben in den 1930er- und 1940er-Jahren und die Architektur in Weimar dokumentierte.
Beruflich war Eichhorn Angestellter bzw. Hilfspolizist in Hamburg. In Weimar war er vermutlich im Finanzamt tätig. Er war wohnhaft in der Schwanseestraße 68 Sonst ist zu seiner Person praktisch nichts bekannt.

## Sammlung Eichhorn
Das Fotoarchiv Weimar verzeichnet 332 Aufnahmen bzw. Glasnegative und Papierabzüge des Fotografen unter der Rubrik Sammlung Eichhorn. Die Sammlung wurde 2007 aus dem Privatbesitz erworben und 2012/13 in einer Ausstellung im Stadtmuseum Weimar gezeigt, zu der auch ein Katalogband erschien. In Zusammenarbeit mit dem Museumsverband Thüringen konnten zudem von den Glasplatten digitale Sicherungskopien erstellt werden. Möglich wurde der Katalog durch Helene Otto, eine Verwandte Eichhorns, die die Ausstellung mit einer Spende wesentlich unterstützte, und von Birgit Ritter, Tochter von Helene Otto. Birgit Ritter half zudem bei der Transkription der Texte auf den Briefumschlägen. Die Fotos zeigen die gesamte Umgestaltung des Asbachtals zugunsten des Gauforums sowie andere gravierende Baumaßnahmen, die das Stadtbild veränderten. Ferner finden sich Bilder von Portalen und Baudetails.

## Ausstellungen
- 2012/13: Stadtmuseum Weimar